# Attulus
Genre
Synonymes
- Sitticus Simon, 1901
- Sitticulus Dahl, 1926
- Calositticus Lohmander, 1944
- Hypositticus Lohmander, 1944
- Sittipub Prószyński, 2016
- Sittiflor Prószyński, 2017
- Sittilong Prószyński, 2017

Attulus est un genre d'araignées aranéomorphes de la famille des Salticidae.

## Distribution
Les espèces de ce genre se rencontrent en zone holarctique.

## Liste des espèces
Selon World Spider Catalog (version 25.5, 26/01/2025) :
- Attulus albolineatus (Kulczyński, 1895)
- Attulus ammophilus (Thorell, 1875)
- Attulus ansobicus (Andreeva, 1976)
- Attulus atricapillus (Simon, 1882)
- Attulus avocator (O. Pickard-Cambridge, 1885)
- Attulus barsakelmes (Logunov & Rakov, 1998)
- Attulus burjaticus (Danilov & Logunov, 1994)
- Attulus caricis (Westring, 1861)
- Attulus cautus (G. W. Peckham & E. G. Peckham, 1888)
- Attulus clavator (Schenkel, 1936)
- Attulus croceus Logunov, 2023
- Attulus cutleri (Prószyński, 1980)
- Attulus damini (Chyzer, 1891)
- Attulus diductus (O. Pickard-Cambridge, 1885)
- Attulus distinguendus (Simon, 1868)
- Attulus dubatolovi (Logunov & Rakov, 1998)
- Attulus dudkoi (Logunov, 1998)
- Attulus dzieduszyckii (L. Koch, 1870)
- Attulus eskovi (Logunov & Wesołowska, 1995)
- Attulus fasciger (Simon, 1880)
- Attulus finschi (L. Koch, 1879)
- Attulus floricola (C. L. Koch, 1837)
- Attulus godlewskii (Kulczyński, 1895)
- Attulus goricus (Ovtsharenko, 1978)
- Attulus hirokii Ono & Ogata, 2018
- Attulus inexpectus (Logunov & Kronestedt, 1997)
- Attulus inopinabilis (Logunov, 1992)
- Attulus japonicus (Kishida, 1910)
- Attulus jimani Wang, Mi & Li, 2024
- Attulus karakumensis (Logunov, 1992)
- Attulus kazakhstanicus (Logunov, 1992)
- Attulus laui Méndez, 2024
- Attulus longipes (Canestrini, 1873)
- Attulus mirandus (Logunov, 1993)
- Attulus monstrabilis (Logunov, 1992)
- Attulus montanus (Kishida, 1910)
- Attulus nakamurae (Kishida, 1910)
- Attulus nangrahar Logunov, 2021
- Attulus nenilini (Logunov & Wesołowska, 1993)
- Attulus niger (Dyal, 1935)
- Attulus nitidus (Hu, 2001)
- Attulus niveosignatus (Simon, 1880)
- Attulus penicillatus (Simon, 1875)
- Attulus penicilloides (Wesołowska, 1981)
- Attulus pubescens (Fabricius, 1775)
- Attulus pulchellus (Logunov, 1992)
- Attulus relictarius (Logunov, 1998)
- Attulus rivalis (Simon, 1937)
- Attulus rupicola (C. L. Koch, 1837)
- Attulus saevus (Dönitz & Strand, 1906)
- Attulus saganus (Dönitz & Strand, 1906)
- Attulus saltator (O. Pickard-Cambridge, 1868)
- Attulus sinensis (Schenkel, 1963)
- Attulus striatus (Emerton, 1911)
- Attulus subadultus (Dönitz & Strand, 1906)
- Attulus sylvestris (Emerton, 1891)
- Attulus talgarensis (Logunov & Wesołowska, 1993)
- Attulus tannuolana (Logunov, 1991)
- Attulus terebratus (Clerck, 1757)
- Attulus zaisanicus (Logunov, 1998)
- Attulus zimmermanni (Simon, 1877)

## Systématique et taxinomie
Ce genre a été décrit par Simon en 1889 dans les Attidae.
Sitticus, Sitticulus, Calositticus, Hypositticus, Sittipub, Sittiflor et Sittilong ont été placés en synonymie par Maddison, Maddison, Derkarabetian et Hedin en 2020.

## Publication originale
- Simon, 1889 : « Arachnidae transcaspicae ab ill. Dr. G. Radde, Dr. A. Walter et A. Conchin inventae (annis 1886-1887). » Verhandlungen der kaiserlich-königlichen zoologisch-botanischen Gesellschaft in Wien, vol. 39, p. 373-386 (texte intégral).